# София от Прусия (1582–1610)
София Пруска (на немски: Sophie von Preußen; Sofie von Hohenzollern; Sophie von Brandenburg; * 31 март 1582, Кьонигсберг, Прусия; † 4 декември 1610, Голдинген (Кулдига), Латвия) от династията Хоенцолерн, е принцеса от Прусия и чрез женитба херцогиня на Курландия в Латвия (1609 – 1610).

## Произход
Тя е третата дъщеря на херцог Албрехт Фридрих Пруски (1553 – 1618) и съпругата му Мария Елеонора от Юлих-Клеве-Берг (1550 – 1608), дъщеря на херцог Вилхелм Богатия от Юлих-Клеве-Берг и Мария фон Хабсбург (1531 – 1581), дъщеря на император Фердинанд I.

## Фамилия
София Пруска се омъжва на 5 януари 1609 или на 22 октомври 1609 г. в Кьонигсберг за херцог Вилхелм Кетлер от Курландия и Семигалия (* 20 юли 1574; † 17 април 1640), син на херцог Готхард Кетлер (1517 – 1587) и принцеса Анна фон Мекленбург-Шверин (1533 – 1602). Те имат един син:
- Якоб Кетлер (* 28 октомври 1610, Голдинген/Кулдига, Латвия; † 1 януари 1682 в Митау/Йелгава, Латвия), херцог на Курландия, женен на 9 октомври 1645 г. в Кьонигсберг за принцеса Луиза Шарлота фон Бранденбург (* 13 септември 1617; † 29 август 1676)